# Esthlodora pygmaea
Esthlodora pygmaea là một loài bướm đêm trong họ Erebidae.